# Orenzio, Farnace, Eros, Firmo, Firmino, Ciriaco e Longino
Orenzio, Farnace, Eros, Firmo, Firmino, Ciriaco e Longino (fl. 300) sono stati sette fratelli e soldati romani originari di Antiochia che patirono il martirio sotto l'imperatore Massimiano, che regnò dal 286 al 305. Noti anche come I sette fratelli martiri lazi, essi sono oggi venerati come santi dalla Chiesa cattolica, dalla Chiesa ortodossa e dalla Comunione anglicana. Talvolta, nella tradizione ci si riferisce anche a ognuno di essi con il suffisso "di Satala", poiché, benché non fosse quella la loro città di origine, fu da quella città in Armenia Minore che iniziò la marcia che li condusse al martirio.

## Storia
Secondo la leggenda, Orenzio e i suoi sei fratelli furono tutti quanti arruolati ad Antiochia, assieme ad altri 1 200 coscritti, e inviati in Tracia per entrare poi nei ranghi di una legione. Nel frattempo, però, gli Sciti attraversarono il Danubio invadendo la Cappadocia e il loro re, un gigante di nome Marmaroth, sfidò a duello Massimiano così da decidere le sorti della guerra. Essendo quest'ultimo poco propenso ad affrontare un simile avversario, Orenzio decise di farsi avanti offrendonsi volontario e, proprio come Davide contro Golia, dopo aver invocato l'aiuto di Dio sconfisse il gigantesco nemico, decapitandolo e portandone poi la testa all'imperatore. 
Nelle feste e nei bagordi che seguirono alla vittoria, Massimiano decise di effettuare un sacrificio agli Dei a cui però Orenzio, professandosi cristiano, dichiarò di non voler partecipare. Nonostante inizialmente non fosse stato indispettito da un simile rifiuto, pochi giorni dopo l'imperatore decise di far richiamare presso di sé Orenzio e i suoi fratelli per obbligarli ad abiurare la propria fede, tuttavia Orenzio rifiutò, affermando di aver sconfitto il nemico grazie all'aiuto di Dio, Gesù Cristo, e non cedette né di fronte all'offerta di onori e ricchezze né di fronte alle minacce. Adirato per l'ostinazione dei sette fratelli, Massimiano li fece quindi esiliare nel forte legionario di Satala. Qui, dopo aver ulteriormente rifiutato di rinnegare la propria religione, i sette furono condannati all'esilio nella regione dell'Abcasia, allora parte del Regno di Lazica.
Una volta iniziata la marcia verso la loro destinazione finale, i sette subirono il martirio lungo il percorso. Il primo a morire fu Eros, il 22 giugno, seguito due giorni dopo da Orenzio, il quale fu gettato in mare con un sasso al collo per poi essere salvato, secondo la leggenda, dall'arcangelo Raffaele, il quale lo portò sulla sponda meridionale del Mar Nero, dove infine il futuro santo spirò. Il 3 luglio, nei pressi dell'odierna Rize, venne a mancare Farnace; quattro giorni dopo, vicino a Gonio, sulla costa orientale del Mar Nero, morirono Firmo e Firmino; il 24 luglio, nei pressi della città costiera di Ziganeos spirò Ciriaco; infine, il 28 luglio, Longino morì in mare, a bordo di una nave che avrebbe dovuto portarlo presso l'odierna città di Pitsunda.

## Culto
I sinassari bizantini che furono una delle fonti con cui lo storico Cesare Baronio redasse il primo Martirologio Romano nel XVI secolo, grazie al quale i sette fratelli divennero noti anche in Occidente, riportavano come data di commemorazione dei sette martiri il 24 giugno, ossia la data di morte di Orenzio, che fu quindi mantenuta anche dal Baronio. La storia in essi riportata, pur contenente alcuni possibili elementi di verità, fu certamente elevata a toni leggendari come frutto di una politica messa in atto ai tempi del primo impero bizantino, che puntava a mantenere all'interno della chiesa imperiale le popolazioni della costa orientale del Mar Nero, sita nell'avamposto più estremo dell'impero. Decisa a consolidare la propria posizione nelle strategiche regioni della Lazica e dell'Abcasia, Bisanzio decise infatti di puntare anche sulla propaganda religiosa, coltivando ed elaborando leggende che entrassero a far parte della tradizione locale confondendosi con gli antichi fasti dell'impero romano.
I sette santi non compaiono più nel Martirologio Romano a partire dalle edizioni successive al 1970.